# 杉並区の町名
本項杉並区の町名（すぎなみくのちょうめい）では、東京都杉並区に存在する、または過去に存在した町名を一覧化するとともに、明治時代初期以来の区内の町名の変遷について説明する。

## 杉並区の前史と行政区画の移り変わり
杉並区は、昭和7年（1932年）10月1日、従前の豊多摩郡杉並町、和田堀町、井荻町、高井戸町の区域をもって成立した（当時は東京市の区であった）。以下、明治時代初期から杉並区成立までの行政区画の変遷について略述する。
現在の杉並区の区域は、かつては武蔵国多摩郡に属し、以下の20村があった。
田端村、馬橋村、高円寺村、成宗村、阿佐ヶ谷村、天沼村、和田村、堀之内村、和泉村、永福寺村、上井草村、下井草村、上荻窪村、下荻窪村、上高井戸村、中高井戸村、下高井戸村、大宮前新田、久我山村、松庵村
これらの村は明治2年から4年（1869 - 1871年）までは品川県に属していた。
明治4年7月（1871年8月）、廃藩置県が実施された。同年11月（1872年1月）、従来の東京府、品川県、小菅県が廃止されて、新しい東京府が設置された。同時に府内は6大区・97小区に分けられた（いわゆる大区小区制）。
明治22年（1889年）の市制・町村制施行までの過渡期には、行政区画の変更がめまぐるしく実施された。中でも多摩郡の区域は複数の府県にまたがって所属し、その変遷は複雑である。多摩郡の区域は、明治4年11月（1872年1月）、いったんは東京府に所属したが、明治5年（1872年）5月には神奈川県所属となった。このうち東部の31村は、同じ年の9月、再び東京府の所属となった。この31村は、現行の中野区及び杉並区の区域に相当する。明治7年（1874年）3月、前述の大区小区の区割りが見直され、あらためて11大区・103小区が設置された。後に杉並区となる区域は、このうちの第8大区第5・6小区に属していた。
その後、郡区町村編制法の施行に伴い、大区小区制は廃止され、明治11年（1878年）11月2日、東京府下に15区6郡（荏原、南豊島、北豊島、東多摩、南足立、南葛飾）が置かれた。このうちの東多摩郡が現行の中野区及び杉並区の区域にあたる。同時に成立した北多摩郡・南多摩郡・西多摩郡は、明治26年（1893年）までは神奈川県に属していた。
明治22年（1889年）、市制・町村制が施行され、東京市（15区からなる）が成立、東京府下の6郡は、既存の町村が整理統合されて85町村となった。85町村のうち東多摩郡に属していたのは6村で、このうち現在の杉並区の区域に該当するのは杉並村、和田堀内村、井荻村、高井戸村の4村である。これら4村は、市制町村制施行以前に存在した20か村が合併して成立した。新4村と旧20村の対応関係は以下のとおりである。
- 杉並村 - 田端村、馬橋村、高円寺村、成宗村、阿佐ヶ谷村、天沼村
- 和田堀内村 - 和田村、堀之内村、和泉村、永福寺村
- 井荻村 - 上井草村、下井草村、上荻窪村、下荻窪村
- 高井戸村 - 上高井戸村、中高井戸村、下高井戸村、大宮前新田、久我山村、松庵村

杉並村は大正13年（1924年）に町制施行して杉並町となり、和田堀内村、井荻村、高井戸村は大正15年（1926年）に町制施行して、それぞれ和田堀町、井荻町、高井戸町となった。
昭和7年（1932年）10月1日、東京市は周辺の5郡（荏原、北豊島、豊多摩、南足立、南葛飾）に属する82町村を編入し、いわゆる大東京市が成立した。なお、従前の6郡のうち、南豊島郡と東多摩郡が明治29年（1896年）に合併して豊多摩郡となっている。編入された82町村は20区に編成され、東京市は既存の15区と合わせ、35区から構成されることとなった。この時、杉並町、和田堀町、井荻町、高井戸町の区域をもって杉並区が新設された。
昭和18年（1943年）7月1日、東京府と東京市が廃止されて、新たに東京都が設置された。この時、杉並区を含む35区は東京都直轄の区となった。昭和22年（1947年）3月15日、35区は22区（同年8月、板橋区から練馬区が分離して23区）に再編されるが、杉並区の区域には変更はない。
また杉並区では、○○地域、旧●●町のような区分けが使用されることが殆どない。

## 旧町名

### 旧大字名
以下は、明治22年（1889年）以前の旧村名、同年の市制町村制施行時点の大字名、昭和7年（1932年）の杉並区成立時の町名の対照表である。
| 旧町村名（1889年以前） | 大字名（1889年現在） | 杉並区の町名（1932年現在）                                                                             | 備考 |
| ---------------------- | -------------------- | --- | ---- |
| 田端村                 | 杉並村田端           | 西田町1・2、東田町1・2                                                                                 |      |
| 馬橋村                 | 杉並村馬橋           | 馬橋1〜4                                                                                               |      |
| 高円寺村               | 杉並村高円寺         | 高円寺1〜7                                                                                             |      |
| 成宗村                 | 杉並村成宗           | 成宗1〜3                                                                                               |      |
| 阿佐ヶ谷村             | 杉並村阿佐ヶ谷       | 阿佐ヶ谷1〜6                                                                                           |      |
| 天沼村                 | 杉並村天沼           | 天沼1〜3                                                                                               |      |
| 和田村                 | 和田堀内村和田       | 松ノ木町、大宮町、和田本町、方南町                                                                     |      |
| 堀ノ内村               | 和田堀内村堀之内     | 堀ノ内1・2                                                                                             |      |
| 和泉村                 | 和田堀内村和泉       | 和泉町                                                                                                 |      |
| 永福寺村               | 和田堀内村永福寺     | 永福町                                                                                                 |      |
| 上井草村               | 井荻村上井草         | 上井草町、中通町、今川町、                                                                             |      |
| 下井草村               | 井荻村下井草         | 下井草町、元下井草町、正保町、八成町、住吉町、向井町、中瀬町、神戸町、沓掛町、清水町、柿ノ木町、四宮町 |      |
| 上荻窪村               | 井荻村上荻窪         | 上荻窪町                                                                                               |      |
| 下荻窪村               | 井荻村下荻窪         | 荻窪1〜4、東荻町                                                                                       |      |
| 上高井戸村             | 高井戸村上高井戸     | 上高井戸1〜5                                                                                           |      |
| 中高井戸村             | 高井戸村中高井戸     | 西高井戸1・2                                                                                           |      |
| 下高井戸村             | 高井戸村下高井戸     | 下高井戸1〜4                                                                                           |      |
| 大宮前新田             | 高井戸村大宮前新田   | 大宮前1〜6                                                                                             |      |
| 久我山村               | 高井戸村久我山       | 久我山1〜3                                                                                             |      |
| 松庵村                 | 高井戸村松庵         | 松庵北町、松庵南町                                                                                     |      |

### 旧町名
杉並区では、1963年から順次区内の住居表示が実施され、1969年までに全域の住居表示実施が完了している。以下は、住居表示実施直前の1963年現在の町名と現行町名の対照表である。
| 町名（1963年現在） | 町成立直前の旧地名       | 町の成立年 | 町の廃止年 | 現町名                                                                                | 備考 |
| ------------------ | ------------------------ | ---------- | ---------- | ------------------------------------------------------------------------------------- | ---- |
| 高円寺一〜七丁目   | 杉並町高円寺             | 1932       | 1968       | 高円寺北1〜3、高円寺南1〜5、和田1・3、梅里1                                           |      |
| 馬橋一〜四丁目     | 杉並町馬橋               | 1932       | 1965       | 阿佐谷北1〜5、高円寺北3・4、高円寺南2・3、阿佐谷南1・2、梅里2                         |      |
| 阿佐ヶ谷一〜六丁目 | 杉並町阿佐ヶ谷           | 1932       | 1965       | 阿佐谷北1〜6、阿佐谷南1〜3、本天沼1、下井草1                                          |      |
| 天沼一〜三丁目     | 杉並町天沼               | 1932       | 1969       | 上荻1、下井草1、天沼1〜3、本天沼1〜3、清水1、阿佐谷北3、阿佐谷南2、荻窪4              |      |
| 西田町一〜二丁目   | 杉並町田端               | 1932       | 1969       | 成田西2〜4、荻窪1〜3                                                                  |      |
| 成宗一〜三丁目     | 杉並町成宗               | 1932       | 1968       | 大宮2、成田東1〜5、成田西1〜4                                                         |      |
| 東田町一〜二丁目   | 杉並町田端               | 1932       | 1969       | 梅里2、成田東1・3〜5                                                                  |      |
| 松ノ木町           | 和田堀町和田             | 1932       | 1969       | 梅里2、堀ノ内2、松ノ木1〜3、大宮1・2                                                  |      |
| 大宮町             | 和田堀町和田             | 1932       | 1969       | 松ノ木1、堀ノ内1、大宮1・2、永福3・4、浜田山3                                         |      |
| 堀之内一〜二丁目   | 和田堀町堀ノ内           | 1932       | 1966       | 和田2、梅里1、堀ノ内1〜3、松ノ木3、大宮1                                              |      |
| 和田本町           | 和田堀町和田             | 1932       | 1965       | 和田1〜3                                                                              |      |
| 方南町             | 和田堀町和田             | 1932       | 1968       | 和泉1〜4、堀ノ内1・2、方南1・2、和田2                                                 |      |
| 和泉町             | 和田堀町和泉             | 1932       | 1968       | 和泉1〜4、大宮1・2、永福1〜4                                                          |      |
| 永福町             | 和田堀町永福寺           | 1932       | 1969       | 和泉3、大宮2、永福1〜4、下高井戸2、浜田山1                                            |      |
| 正保町             | 井荻町下井草             | 1932       | 1963       | 井草1                                                                                 |      |
| 八成町             | 井荻町下井草             | 1932       | 1963       | 井草2                                                                                 |      |
| 住吉町             | 井荻町下井草             | 1932       | 1963       | 井草3・4、下井草5、上井草1                                                            |      |
| 矢頭町             | 杉並区元下井草町         | 1933       | 1963       | 井草4・5、上井草1・2                                                                  |      |
| 下井草町           | 井荻町下井草             | 1932       | 1963       | 下井草2〜4                                                                            |      |
| 向井町             | 井荻町下井草             | 1932       | 1965       | 下井草1〜4、本天沼2・3                                                                |      |
| 中瀬町             | 井荻町下井草             | 1932       | 1965       | 下井草4、清水3                                                                        |      |
| 神戸町             | 井荻町下井草             | 1932       | 1965       | 上井草1、下井草5、今川1、清水3                                                        |      |
| 沓掛町             | 井荻町下井草             | 1932       | 1965       | 今川1、桃井1、清水2・3                                                                |      |
| 清水町             | 井荻町下井草             | 1932       | 1965       | 桃井1、清水1・2                                                                       |      |
| 柿ノ木町           | 井荻町下井草             | 1932       | 1964       | 上井草1、今川1                                                                        |      |
| 四宮町             | 井荻町下井草             | 1932       | 1964       | 上井草2、今川2                                                                        |      |
| 中通町             | 井荻町上井草             | 1932       | 1964       | 今川1〜3、桃井1・2                                                                    |      |
| 今川町             | 井荻町上井草             | 1932       | 1964       | 上井草2・3、今川2・3                                                                  |      |
| 上井草町           | 井荻町上井草             | 1932       | 1963       | 井草5、上井草2・3                                                                     |      |
| 新町               | 杉並区上井草町           | 1933       | 1964       | 上井草3・4、今川4、善福寺1・3・4                                                      |      |
| 三谷町             | 杉並区上井草町           | 1933       | 1964       | 上井草3・4、今川3・4、桃井4、善福寺1                                                  |      |
| 宿町               | 杉並区上井草町、上荻窪町 | 1933       | 1964       | 桃井3・4、善福寺1、西荻北5、上荻4                                                     |      |
| 関根町             | 杉並区上荻窪町           | 1934       | 1964       | 上荻3・4、西荻北5                                                                     |      |
| 善福寺町           | 杉並区上井草町           | 1933       | 1964       | 善福寺1〜4                                                                            |      |
| 井荻一〜三丁目     | 杉並区上井草町           | 1933       | 1964       | 善福寺1・2、西荻北3〜5                                                                |      |
| 西荻窪一〜三丁目   | 杉並区上荻窪町           | 1934       | 1969       | 西荻北1〜3、西荻南3・4                                                                |      |
| 神明町             | 杉並区上荻窪町           | 1934       | 1969       | 南荻窪2・4                                                                            |      |
| 上荻窪一〜二丁目   | 杉並区上荻窪町           | 1934       | 1969       | 西荻北1、上荻2〜4、南荻窪3・4                                                         |      |
| 荻窪一〜四丁目     | 井荻町下荻窪             | 1932       | 1969       | 上荻1・2、荻窪1〜5、南荻窪1・2・4                                                     |      |
| 東荻町             | 井荻町下荻窪             | 1932       | 1969       | 荻窪2〜4                                                                              |      |
| 下高井戸一〜四丁目 | 高井戸町下高井戸         | 1932       | 1969       | 大宮2、上高井戸3、永福1〜3、下高井戸1〜5、浜田山1〜4、高井戸東4                       |      |
| 上高井戸一〜五丁目 | 高井戸町上高井戸         | 1932       | 1969       | 上高井戸1〜3、高井戸西1〜3、久我山1・2・5、下高井戸5、浜田山2〜4、高井戸東1〜4、宮前1 |      |
| 久我山一〜三丁目   | 高井戸町久我山           | 1932       | 1969       | 高井戸西1、久我山1〜5                                                                 |      |
| 大宮前一〜六丁目   | 高井戸町大宮前           | 1932       | 1969       | 宮前1〜5、高井戸東4、西荻南1・2                                                       |      |
| 西高井戸一〜二丁目 | 高井戸町中高井戸         | 1932       | 1969       | 松庵1〜3                                                                              |      |
| 松庵北町           | 高井戸町松庵             | 1932       | 1969       | 西荻北3、松庵3                                                                        |      |
| 松庵南町           | 高井戸町松庵             | 1932       | 1969       | 松庵1・2                                                                              |      |

昭和7年（1932年）の杉並区発足時に成立した町名のうち、以下の3町は成立直後に町名変更が実施され、元下井草町、上荻窪町の2町はこの時廃止されている。
- 上井草町 - もとは井荻町上井草。昭和8年、一部が井荻1〜3、善福寺町、新町、宿町、三谷町に変更。
- 元下井草町 - もとは井荻町下井草。昭和8年、矢頭町に改称。
- 上荻窪町 - もとは井荻町上荻窪。昭和9年、上荻窪1・2、宿町、西荻窪1〜3、神明町、関根町に変更

## 現行町名
杉並区では全域において住居表示を実施している。以下は住居表示実施後の町名と、当該住居表示実施直前の旧町名の一覧である。
| 町名           | 町名読み       | 町区新設年月日 | 住居表示実施年月日 | 住居表示実施直前町名             | 備考 |
| -------------- | -------------- | -------------- | ------------------ | -------------------------------- | ---- |
| 阿佐谷北一丁目 | あさがやきた   | 1965年1月1日   | 1965年1月1日       | 天沼2、阿佐ヶ谷1〜6、馬橋3・4    |      |
| 阿佐谷北二丁目 | あさがやきた   | 1965年1月1日   | 1965年1月1日       | 天沼2、阿佐ヶ谷1〜6、馬橋3・4    |      |
| 阿佐谷北三丁目 | あさがやきた   | 1965年1月1日   | 1965年1月1日       | 天沼2、阿佐ヶ谷1〜6、馬橋3・4    |      |
| 阿佐谷北四丁目 | あさがやきた   | 1965年1月1日   | 1965年1月1日       | 天沼2、阿佐ヶ谷1〜6、馬橋3・4    |      |
| 阿佐谷北五丁目 | あさがやきた   | 1965年1月1日   | 1965年1月1日       | 天沼2、阿佐ヶ谷1〜6、馬橋3・4    |      |
| 阿佐谷北六丁目 | あさがやきた   | 1965年1月1日   | 1965年1月1日       | 天沼2、阿佐ヶ谷1〜6、馬橋3・4    |      |
| 阿佐谷南一丁目 | あさがやみなみ | 1965年4月1日   | 1965年4月1日       | 天沼1、阿佐ヶ谷1・2・4、馬橋2〜4 |      |
| 阿佐谷南二丁目 | あさがやみなみ | 1965年4月1日   | 1965年4月1日       | 天沼1、阿佐ヶ谷1・2・4、馬橋2〜4 |      |
| 阿佐谷南三丁目 | あさがやみなみ | 1965年4月1日   | 1965年4月1日       | 天沼1、阿佐ヶ谷1・2・4、馬橋2〜4 |      |
| 成田西一丁目   | なりたにし     | 1969年11月1日  | 1969年11月1日      | 成宗2（全）、成宗1、西田町2      |      |
| 成田西二丁目   | なりたにし     | 1969年11月1日  | 1969年11月1日      | 成宗2（全）、成宗1、西田町2      |      |
| 成田西三丁目   | なりたにし     | 1969年11月1日  | 1969年11月1日      | 成宗2（全）、成宗1、西田町2      |      |
| 成田西四丁目   | なりたにし     | 1969年11月1日  | 1969年11月1日      | 成宗2（全）、成宗1、西田町2      |      |
| 成田東一丁目   | なりたひがし   | 1969年11月1日  | 1969年11月1日      | 成宗1・3、東田町1・2             |      |
| 成田東二丁目   | なりたひがし   | 1969年11月1日  | 1969年11月1日      | 成宗1・3、東田町1・2             |      |
| 成田東三丁目   | なりたひがし   | 1969年11月1日  | 1969年11月1日      | 成宗1・3、東田町1・2             |      |
| 成田東四丁目   | なりたひがし   | 1969年11月1日  | 1969年11月1日      | 成宗1・3、東田町1・2             |      |
| 成田東五丁目   | なりたひがし   | 1969年11月1日  | 1969年11月1日      | 成宗1・3、東田町1・2             |      |

| 町名         | 町名の読み | 町区域新設年月日 | 住居表示実施年月日 | 住居表示実施前の町名等                                                   | 備考 |
| ------------ | ---------- | ---------------- | ------------------ | ------------------------------------------------------------------------ | ---- |
| 井草一丁目   | いぐさ     | 1963年9月1日     | 1963年9月1日       | 正保町（全）、八成町（全）、住吉町、矢頭町、上井草町                     |      |
| 井草二丁目   | いぐさ     | 1963年9月1日     | 1963年9月1日       | 正保町（全）、八成町（全）、住吉町、矢頭町、上井草町                     |      |
| 井草三丁目   | いぐさ     | 1963年9月1日     | 1963年9月1日       | 正保町（全）、八成町（全）、住吉町、矢頭町、上井草町                     |      |
| 井草四丁目   | いぐさ     | 1963年9月1日     | 1963年9月1日       | 正保町（全）、八成町（全）、住吉町、矢頭町、上井草町                     |      |
| 井草五丁目   | いぐさ     | 1963年9月1日     | 1963年9月1日       | 正保町（全）、八成町（全）、住吉町、矢頭町、上井草町                     |      |
| 上井草一丁目 | かみいぐさ | 1963年12月1日    | 1963年12月1日      | 上井草町、神戸町、柿ノ木町、四宮町、今川町、三谷町、新町、住吉町、矢頭町 |      |
| 上井草二丁目 | かみいぐさ | 1963年12月1日    | 1963年12月1日      | 上井草町、神戸町、柿ノ木町、四宮町、今川町、三谷町、新町、住吉町、矢頭町 |      |
| 上井草三丁目 | かみいぐさ | 1963年12月1日    | 1963年12月1日      | 上井草町、神戸町、柿ノ木町、四宮町、今川町、三谷町、新町、住吉町、矢頭町 |      |
| 上井草四丁目 | かみいぐさ | 1963年12月1日    | 1963年12月1日      | 上井草町、神戸町、柿ノ木町、四宮町、今川町、三谷町、新町、住吉町、矢頭町 |      |
| 下井草一丁目 | しもいぐさ | 1963年12月1日    | 1963年12月1日      | 下井草町、中瀬町、向井町、神戸町、天沼3、阿佐ヶ谷6、住吉町               |      |
| 下井草二丁目 | しもいぐさ | 1963年12月1日    | 1963年12月1日      | 下井草町、中瀬町、向井町、神戸町、天沼3、阿佐ヶ谷6、住吉町               |      |
| 下井草三丁目 | しもいぐさ | 1963年12月1日    | 1963年12月1日      | 下井草町、中瀬町、向井町、神戸町、天沼3、阿佐ヶ谷6、住吉町               |      |
| 下井草四丁目 | しもいぐさ | 1963年12月1日    | 1963年12月1日      | 下井草町、中瀬町、向井町、神戸町、天沼3、阿佐ヶ谷6、住吉町               |      |
| 下井草五丁目 | しもいぐさ | 1963年12月1日    | 1963年12月1日      | 下井草町、中瀬町、向井町、神戸町、天沼3、阿佐ヶ谷6、住吉町               |      |

| 町名         | 町名の読み | 町区域新設年月日 | 住居表示実施年月日 | 住居表示実施前の町名等                                         | 備考 |
| ------------ | ---------- | ---------------- | ------------------ | -------------------------------------------------------------- | ---- |
| 和泉一丁目   | いずみ     | 1966年7月1日     | 1966年7月1日       | 方南町、和泉町、永福町                                         |      |
| 和泉二丁目   | いずみ     | 1966年7月1日     | 1966年7月1日       | 方南町、和泉町、永福町                                         |      |
| 和泉三丁目   | いずみ     | 1966年7月1日     | 1966年7月1日       | 方南町、和泉町、永福町                                         |      |
| 永福一丁目   | えいふく   | 1969年7月1日     | 1969年7月1日       | 永福町、下高井戸1・2・4、和泉町、大宮町                        |      |
| 永福二丁目   | えいふく   | 1969年7月1日     | 1969年7月1日       | 永福町、下高井戸1・2・4、和泉町、大宮町                        |      |
| 永福三丁目   | えいふく   | 1969年7月1日     | 1969年7月1日       | 永福町、下高井戸1・2・4、和泉町、大宮町                        |      |
| 永福四丁目   | えいふく   | 1969年7月1日     | 1969年7月1日       | 永福町、下高井戸1・2・4、和泉町、大宮町                        |      |
| 方南一丁目   | ほうなん   | 1966年7月1日     | 1966年7月1日       | 方南町                                                         |      |
| 方南二丁目   | ほうなん   | 1966年7月1日     | 1966年7月1日       | 方南町                                                         |      |
| 大宮一丁目   | おおみや   | 1968年7月1日     | 1968年7月1日       | 大宮町、和泉町、松ノ木町、永福町、成宗2・3、下高井戸4、堀ノ内2 |      |
| 大宮二丁目   | おおみや   | 1968年7月1日     | 1968年7月1日       | 大宮町、和泉町、松ノ木町、永福町、成宗2・3、下高井戸4、堀ノ内2 |      |
| 浜田山一丁目 | はまだやま | 1969年7月1日     | 1969年7月1日       | 下高井戸2・4、上高井戸4、永福町、大宮町                        |      |
| 浜田山二丁目 | はまだやま | 1969年7月1日     | 1969年7月1日       | 下高井戸2・4、上高井戸4、永福町、大宮町                        |      |
| 浜田山三丁目 | はまだやま | 1969年7月1日     | 1969年7月1日       | 下高井戸2・4、上高井戸4、永福町、大宮町                        |      |
| 浜田山四丁目 | はまだやま | 1969年7月1日     | 1969年7月1日       | 下高井戸2・4、上高井戸4、永福町、大宮町                        |      |

| 町名         | 町名の読み     | 町区域新設年月日 | 住居表示実施年月日 | 住居表示実施前の町名等                                | 備考 |
| ------------ | -------------- | ---------------- | ------------------ | ----------------------------------------------------- | ---- |
| 荻窪一丁目   | おぎくぼ       | 1969年11月1日    | 1969年11月1日      | 西田町1（全）、東荻町（全）、荻窪1〜3、西田町2、天沼1 |      |
| 荻窪二丁目   | おぎくぼ       | 1969年11月1日    | 1969年11月1日      | 西田町1（全）、東荻町（全）、荻窪1〜3、西田町2、天沼1 |      |
| 荻窪三丁目   | おぎくぼ       | 1969年11月1日    | 1969年11月1日      | 西田町1（全）、東荻町（全）、荻窪1〜3、西田町2、天沼1 |      |
| 荻窪四丁目   | おぎくぼ       | 1969年11月1日    | 1969年11月1日      | 西田町1（全）、東荻町（全）、荻窪1〜3、西田町2、天沼1 |      |
| 荻窪五丁目   | おぎくぼ       | 1969年11月1日    | 1969年11月1日      | 西田町1（全）、東荻町（全）、荻窪1〜3、西田町2、天沼1 |      |
| 上荻一丁目   | かみおぎ       | 1964年9月1日     | 1964年9月1日       | 上荻窪2（全）、天沼1、荻窪4、関根町、宿町             |      |
| 上荻二丁目   | かみおぎ       | 1964年9月1日     | 1964年9月1日       | 上荻窪2（全）、天沼1、荻窪4、関根町、宿町             |      |
| 上荻三丁目   | かみおぎ       | 1964年9月1日     | 1964年9月1日       | 上荻窪2（全）、天沼1、荻窪4、関根町、宿町             |      |
| 上荻四丁目   | かみおぎ       | 1964年9月1日     | 1964年9月1日       | 上荻窪2（全）、天沼1、荻窪4、関根町、宿町             |      |
| 南荻窪一丁目 | みなみおぎくぼ | 1969年11月1日    | 1969年11月1日      | 神明町（全）、荻窪1〜3、上荻窪1                       |      |
| 南荻窪二丁目 | みなみおぎくぼ | 1969年11月1日    | 1969年11月1日      | 神明町（全）、荻窪1〜3、上荻窪1                       |      |
| 南荻窪三丁目 | みなみおぎくぼ | 1969年11月1日    | 1969年11月1日      | 神明町（全）、荻窪1〜3、上荻窪1                       |      |
| 天沼一丁目   | あまぬま       | 1965年1月1日     | 1965年1月1日       | 天沼1・2                                              |      |
| 天沼二丁目   | あまぬま       | 1965年1月1日     | 1965年1月1日       | 天沼1・2                                              |      |
| 天沼三丁目   | あまぬま       | 1965年1月1日     | 1965年1月1日       | 天沼1・2                                              |      |
| 本天沼一丁目 | ほんあまぬま   | 1965年1月1日     | 1965年1月1日       | 天沼3、向井町、阿佐ヶ谷6                              |      |
| 本天沼二丁目 | ほんあまぬま   | 1965年1月1日     | 1965年1月1日       | 天沼3、向井町、阿佐ヶ谷6                              |      |
| 本天沼三丁目 | ほんあまぬま   | 1965年1月1日     | 1965年1月1日       | 天沼3、向井町、阿佐ヶ谷6                              |      |
| 清水一丁目   | しみず         | 1965年1月1日     | 1965年1月1日       | 清水町、沓掛町、中瀬町、神戸町、天沼1                 |      |
| 清水二丁目   | しみず         | 1965年1月1日     | 1965年1月1日       | 清水町、沓掛町、中瀬町、神戸町、天沼1                 |      |
| 清水三丁目   | しみず         | 1965年1月1日     | 1965年1月1日       | 清水町、沓掛町、中瀬町、神戸町、天沼1                 |      |
| 桃井一丁目   | ももい         | 1964年6月1日     | 1964年6月1日       | 三谷町、宿町、中通町、清水町、沓掛町                  |      |
| 桃井二丁目   | ももい         | 1964年6月1日     | 1964年6月1日       | 三谷町、宿町、中通町、清水町、沓掛町                  |      |
| 桃井三丁目   | ももい         | 1964年6月1日     | 1964年6月1日       | 三谷町、宿町、中通町、清水町、沓掛町                  |      |
| 桃井四丁目   | ももい         | 1964年6月1日     | 1964年6月1日       | 三谷町、宿町、中通町、清水町、沓掛町                  |      |

| 町名           | 町名の読み       | 町区域新設年月日 | 住居表示実施年月日 | 住居表示実施前の町名等                           | 備考 |
| -------------- | ---------------- | ---------------- | ------------------ | ------------------------------------------------ | ---- |
| 高円寺北一丁目 | こうえんじきた   | 1965年4月1日     | 1965年4月1日       | 高円寺6（全）、高円寺7、馬橋4                    |      |
| 高円寺北二丁目 | こうえんじきた   | 1965年4月1日     | 1965年4月1日       | 高円寺6（全）、高円寺7、馬橋4                    |      |
| 高円寺北三丁目 | こうえんじきた   | 1965年4月1日     | 1965年4月1日       | 高円寺6（全）、高円寺7、馬橋4                    |      |
| 高円寺北四丁目 | こうえんじきた   | 1965年4月1日     | 1965年4月1日       | 高円寺6（全）、高円寺7、馬橋4                    |      |
| 高円寺南一丁目 | こうえんじみなみ | 1965年4月1日     | 1965年4月1日       | 高円寺4・5（全）、高円寺1〜3・7、馬橋2〜4        |      |
| 高円寺南二丁目 | こうえんじみなみ | 1965年4月1日     | 1965年4月1日       | 高円寺4・5（全）、高円寺1〜3・7、馬橋2〜4        |      |
| 高円寺南三丁目 | こうえんじみなみ | 1965年4月1日     | 1965年4月1日       | 高円寺4・5（全）、高円寺1〜3・7、馬橋2〜4        |      |
| 高円寺南四丁目 | こうえんじみなみ | 1965年4月1日     | 1965年4月1日       | 高円寺4・5（全）、高円寺1〜3・7、馬橋2〜4        |      |
| 高円寺南五丁目 | こうえんじみなみ | 1965年4月1日     | 1965年4月1日       | 高円寺4・5（全）、高円寺1〜3・7、馬橋2〜4        |      |
| 和田一丁目     | わだ             | 1969年7月1日     | 1969年7月1日       | 和田本町（全）、高円寺1・2、方南町、堀ノ内1・2   |      |
| 和田二丁目     | わだ             | 1969年7月1日     | 1969年7月1日       | 和田本町（全）、高円寺1・2、方南町、堀ノ内1・2   |      |
| 和田三丁目     | わだ             | 1969年7月1日     | 1969年7月1日       | 和田本町（全）、高円寺1・2、方南町、堀ノ内1・2   |      |
| 梅里一丁目     | うめざと         | 1968年7月1日     | 1968年7月1日       | 馬橋1、高円寺2・3、堀ノ内1、松ノ木町、東田町1・2 |      |
| 梅里二丁目     | うめざと         | 1968年7月1日     | 1968年7月1日       | 馬橋1、高円寺2・3、堀ノ内1、松ノ木町、東田町1・2 |      |
| 堀ノ内一丁目   | ほりのうち       | 1968年7月1日     | 1968年7月1日       | 堀ノ内1・2、方南町、大宮町、松ノ木町             |      |
| 堀ノ内二丁目   | ほりのうち       | 1968年7月1日     | 1968年7月1日       | 堀ノ内1・2、方南町、大宮町、松ノ木町             |      |
| 堀ノ内三丁目   | ほりのうち       | 1968年7月1日     | 1968年7月1日       | 堀ノ内1・2、方南町、大宮町、松ノ木町             |      |
| 松ノ木一丁目   | まつのき         | 1968年7月1日     | 1968年7月1日       | 松ノ木町、大宮町、堀ノ内1                        |      |
| 松ノ木二丁目   | まつのき         | 1968年7月1日     | 1968年7月1日       | 松ノ木町、大宮町、堀ノ内1                        |      |
| 松ノ木三丁目   | まつのき         | 1968年7月1日     | 1968年7月1日       | 松ノ木町、大宮町、堀ノ内1                        |      |

| 町名           | 町名の読み     | 町区域新設年月日 | 住居表示実施年月日 | 住居表示実施前の町名等                           | 備考 |
| -------------- | -------------- | ---------------- | ------------------ | ------------------------------------------------ | ---- |
| 上高井戸一丁目 | かみたかいど   | 1969年3月1日     | 1969年3月1日       | 上高井戸1（全）、上高井戸2、下高井戸1            |      |
| 上高井戸二丁目 | かみたかいど   | 1969年3月1日     | 1969年3月1日       | 上高井戸1（全）、上高井戸2、下高井戸1            |      |
| 上高井戸三丁目 | かみたかいど   | 1969年3月1日     | 1969年3月1日       | 上高井戸1（全）、上高井戸2、下高井戸1            |      |
| 下高井戸一丁目 | しもたかいど   | 1969年7月1日     | 1969年7月1日       | 下高井戸3（全）、下高井戸1・2、上高井戸3、永福町 |      |
| 下高井戸二丁目 | しもたかいど   | 1969年7月1日     | 1969年7月1日       | 下高井戸3（全）、下高井戸1・2、上高井戸3、永福町 |      |
| 下高井戸三丁目 | しもたかいど   | 1969年7月1日     | 1969年7月1日       | 下高井戸3（全）、下高井戸1・2、上高井戸3、永福町 |      |
| 下高井戸四丁目 | しもたかいど   | 1969年7月1日     | 1969年7月1日       | 下高井戸3（全）、下高井戸1・2、上高井戸3、永福町 |      |
| 下高井戸五丁目 | しもたかいど   | 1969年7月1日     | 1969年7月1日       | 下高井戸3（全）、下高井戸1・2、上高井戸3、永福町 |      |
| 高井戸西一丁目 | たかいどにし   | 1969年3月1日     | 1969年3月1日       | 上高井戸3・5、久我山1                            |      |
| 高井戸西二丁目 | たかいどにし   | 1969年3月1日     | 1969年3月1日       | 上高井戸3・5、久我山1                            |      |
| 高井戸西三丁目 | たかいどにし   | 1969年3月1日     | 1969年3月1日       | 上高井戸3・5、久我山1                            |      |
| 高井戸東一丁目 | たかいどひがし | 1969年7月1日     | 1969年7月1日       | 上高井戸3〜5、大宮前1・2、下高井戸4              |      |
| 高井戸東二丁目 | たかいどひがし | 1969年7月1日     | 1969年7月1日       | 上高井戸3〜5、大宮前1・2、下高井戸4              |      |
| 高井戸東三丁目 | たかいどひがし | 1969年7月1日     | 1969年7月1日       | 上高井戸3〜5、大宮前1・2、下高井戸4              |      |
| 高井戸東四丁目 | たかいどひがし | 1969年7月1日     | 1969年7月1日       | 上高井戸3〜5、大宮前1・2、下高井戸4              |      |
| 久我山一丁目   | くがやま       | 1969年3月1日     | 1969年3月1日       | 久我山2・3（全）、久我山1、上高井戸2・3・5       |      |
| 久我山二丁目   | くがやま       | 1969年3月1日     | 1969年3月1日       | 久我山2・3（全）、久我山1、上高井戸2・3・5       |      |
| 久我山三丁目   | くがやま       | 1969年3月1日     | 1969年3月1日       | 久我山2・3（全）、久我山1、上高井戸2・3・5       |      |
| 久我山四丁目   | くがやま       | 1969年3月1日     | 1969年3月1日       | 久我山2・3（全）、久我山1、上高井戸2・3・5       |      |
| 久我山五丁目   | くがやま       | 1969年3月1日     | 1969年3月1日       | 久我山2・3（全）、久我山1、上高井戸2・3・5       |      |

| 町名         | 町名の読み     | 町区域新設年月日 | 住居表示実施年月日 | 住居表示実施前の町名等                                                 | 備考 |
| ------------ | -------------- | ---------------- | ------------------ | ---------------------------------------------------------------------- | ---- |
| 西荻北一丁目 | にしおぎきた   | 1964年9月1日     | 1964年9月1日       | 西荻窪2・3（全）、上荻窪1、関根町、宿町、松庵北町、井荻1〜3、西高井戸1 |      |
| 西荻北二丁目 | にしおぎきた   | 1964年9月1日     | 1964年9月1日       | 西荻窪2・3（全）、上荻窪1、関根町、宿町、松庵北町、井荻1〜3、西高井戸1 |      |
| 西荻北三丁目 | にしおぎきた   | 1964年9月1日     | 1964年9月1日       | 西荻窪2・3（全）、上荻窪1、関根町、宿町、松庵北町、井荻1〜3、西高井戸1 |      |
| 西荻北四丁目 | にしおぎきた   | 1964年9月1日     | 1964年9月1日       | 西荻窪2・3（全）、上荻窪1、関根町、宿町、松庵北町、井荻1〜3、西高井戸1 |      |
| 西荻北五丁目 | にしおぎきた   | 1964年9月1日     | 1964年9月1日       | 西荻窪2・3（全）、上荻窪1、関根町、宿町、松庵北町、井荻1〜3、西高井戸1 |      |
| 西荻南一丁目 | にしおぎみなみ | 1969年11月1日    | 1969年11月1日      | 西荻窪1、大宮前6                                                       |      |
| 西荻南二丁目 | にしおぎみなみ | 1969年11月1日    | 1969年11月1日      | 西荻窪1、大宮前6                                                       |      |
| 西荻南三丁目 | にしおぎみなみ | 1969年11月1日    | 1969年11月1日      | 西荻窪1、大宮前6                                                       |      |
| 西荻南四丁目 | にしおぎみなみ | 1969年11月1日    | 1969年11月1日      | 西荻窪1、大宮前6                                                       |      |
| 善福寺一丁目 | ぜんぷくじ     | 1964年9月1日     | 1964年9月1日       | 善福寺町（全）、井荻1〜3、新町、三谷町、宿町                           |      |
| 善福寺二丁目 | ぜんぷくじ     | 1964年9月1日     | 1964年9月1日       | 善福寺町（全）、井荻1〜3、新町、三谷町、宿町                           |      |
| 善福寺三丁目 | ぜんぷくじ     | 1964年9月1日     | 1964年9月1日       | 善福寺町（全）、井荻1〜3、新町、三谷町、宿町                           |      |
| 善福寺四丁目 | ぜんぷくじ     | 1964年9月1日     | 1964年9月1日       | 善福寺町（全）、井荻1〜3、新町、三谷町、宿町                           |      |
| 松庵一丁目   | しょうあん     | 1969年11月1日    | 1969年11月1日      | 松庵南町、西高井戸1・2（以上全）、松庵北町                             |      |
| 松庵二丁目   | しょうあん     | 1969年11月1日    | 1969年11月1日      | 松庵南町、西高井戸1・2（以上全）、松庵北町                             |      |
| 松庵三丁目   | しょうあん     | 1969年11月1日    | 1969年11月1日      | 松庵南町、西高井戸1・2（以上全）、松庵北町                             |      |
| 今川一丁目   | いまがわ       | 1964年6月1日     | 1964年6月1日       | 四宮町、柿ノ木町、神戸町、今川町、中通町、三谷町、沓掛町、新町         |      |
| 今川二丁目   | いまがわ       | 1964年6月1日     | 1964年6月1日       | 四宮町、柿ノ木町、神戸町、今川町、中通町、三谷町、沓掛町、新町         |      |
| 今川三丁目   | いまがわ       | 1964年6月1日     | 1964年6月1日       | 四宮町、柿ノ木町、神戸町、今川町、中通町、三谷町、沓掛町、新町         |      |
| 今川四丁目   | いまがわ       | 1964年6月1日     | 1964年6月1日       | 四宮町、柿ノ木町、神戸町、今川町、中通町、三谷町、沓掛町、新町         |      |
| 宮前一丁目   | みやまえ       | 1969年11月1日    | 1969年11月1日      | 大宮前3〜5（全）、大宮前1・2・6、上高井戸5                             |      |
| 宮前二丁目   | みやまえ       | 1969年11月1日    | 1969年11月1日      | 大宮前3〜5（全）、大宮前1・2・6、上高井戸5                             |      |
| 宮前三丁目   | みやまえ       | 1969年11月1日    | 1969年11月1日      | 大宮前3〜5（全）、大宮前1・2・6、上高井戸5                             |      |
| 宮前四丁目   | みやまえ       | 1969年11月1日    | 1969年11月1日      | 大宮前3〜5（全）、大宮前1・2・6、上高井戸5                             |      |
| 宮前五丁目   | みやまえ       | 1969年11月1日    | 1969年11月1日      | 大宮前3〜5（全）、大宮前1・2・6、上高井戸5                             |      |